# سیارک ۸۷۹۳
سیارک ۸۷۹۳ (به انگلیسی: 8793 Thomasmuller، نامگذاری:1979QX) هشت هزار و هفتصد و نود و سومین سیارک کشف شده‌است که در ۲۲ اوت ۱۹۷۹ کشف شد.
قدر مطلق سیارک برابر ۱۳٫۷۰ است.